# Haus Meder

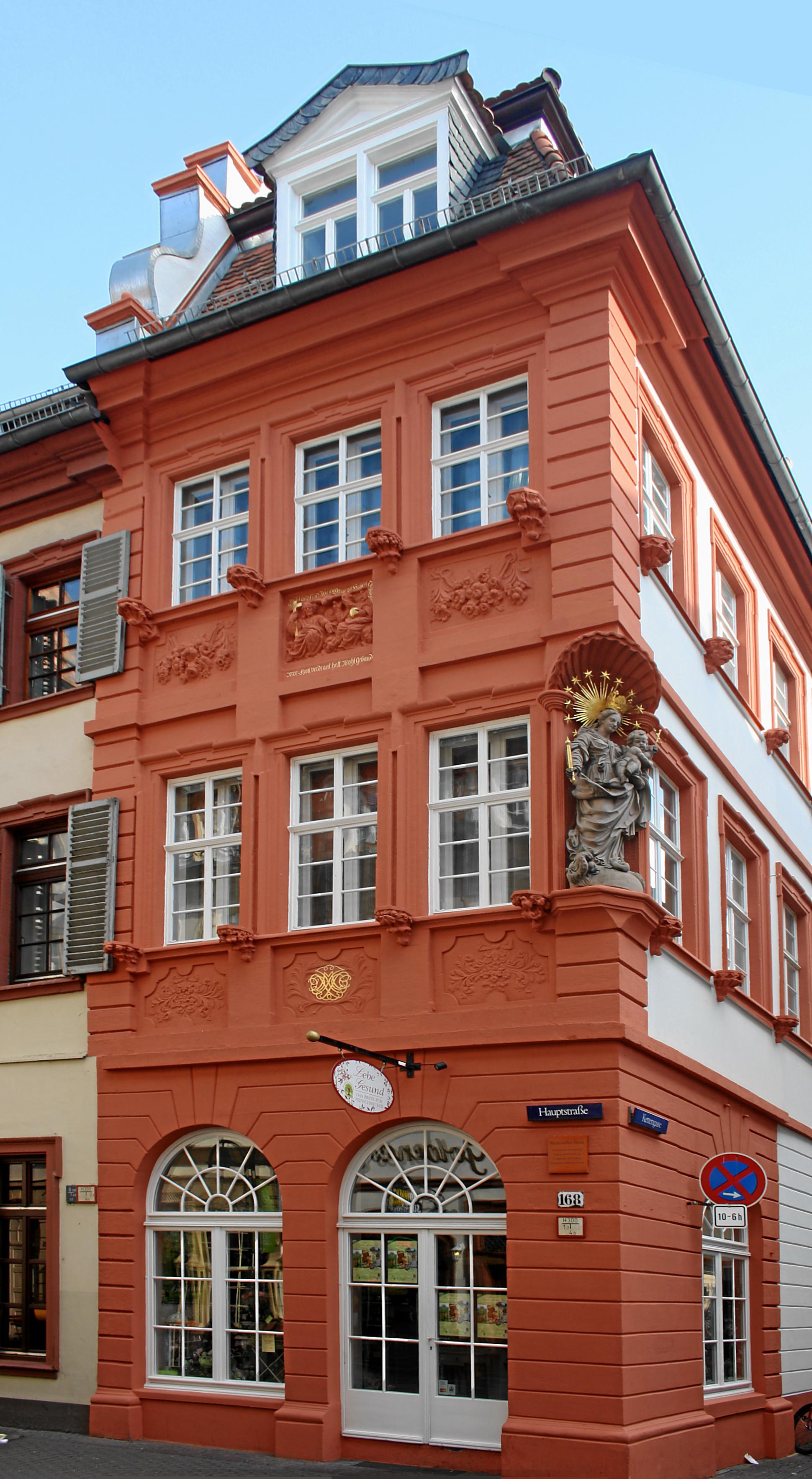
Haus Meder, Hauptstraße 168

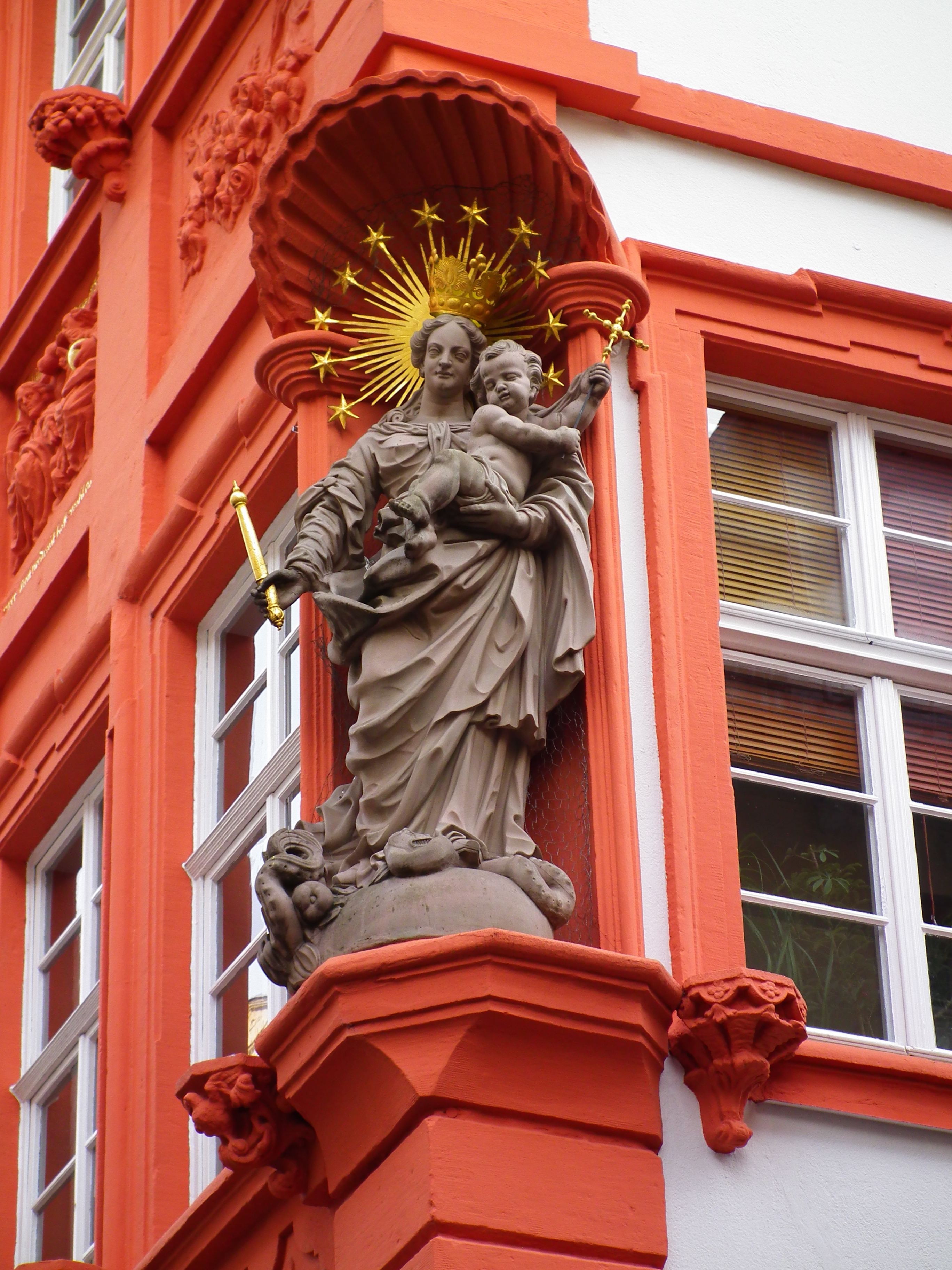
Madonna

Das Haus Meder ist ein denkmalgeschütztes Gebäude in Heidelberg.
Das Wohnhaus wurde in der ersten Hälfte des 18. Jahrhunderts erbaut und befand sich spätestens seit 1839 im Besitz der Familie Meder, die als Händler in Heidelberg ansässig waren.
Das dreigeschossige Haus mit Mansardpultdach befindet sich in der östlichen Hälfte der Hauptstraße, der wichtigsten Straße in der Heidelberger Altstadt, an der Ecke zur Kettengasse, wobei die dreiachsige Schaufassade zur Hauptstraße und die langgezogene, achtachsige einfacher gehaltene Fassade zur Kettengasse ausgerichtet ist. Blickfang des Gebäudes ist die Madonna an der Ecke des ersten Obergeschosses. Sie stammt wohl vom Bildhauer Peter van den Branden, der auch die Kornmarkt-Madonna geschaffen hat. Heute steht hier eine Kopie, die Original-Madonna befindet sich im Kurpfälzischen Museum Heidelberg. Außergewöhnlich für die Erbauungszeit sind die Reliefs an der Fassade, die die Dreifaltigkeit darstellen, und zwei Inschriften: „Alle Stund und Zeit sei gelobt die heilige Dreifaltigkeit“ und „Wer Gott verdraut hatt wohl Gebaut“. Das prachtvolle Bürgerhaus zeugt von der katholischen Frömmigkeit des Bauherrn während der Gegenreformation in Heidelberg.